# Theodor Simon Flatau
Theodor Simon Flatau, född 4 juni 1860 i Lyck, Ostpreussen, död 29 oktober 1937 i Berlin, var en tysk otorhinolaryngolog.
Flatau studerade i Berlin och Heidelberg, blev medicine doktor 1882 och studerade öron, näs- och halssjukdomar, i vilket fack han etablerade sig som specialist i Berlin 1889. Efter en tid inriktade han sig på psykofysiologiska studier och blev lärare i röstfysiologi vid Berlins musikhögskola, senare även docent vid statens musikutbildning. År 1905 blev han chef för ambulatoriet för fonetisk behandling av språkstörningar vid Charitésjukhuset och utnämndes 1912 till professor. Han var jude och avskedades därför från sin tjänst 1933. 
Förutom en större lärobok (1895) utgav Flatau rad verk inom röstfysiologin samt två verk om buktalarkonsten (1894 och 1899).